# شرطة هونغ كونغ
تعتبر شرطة هونغ كونغ أو قوة شرطة هونغ كونغ أكبر خدمة ضبط في مكتب الأمن في هونغ كونغ. وثاني وكالة شرطة في أسيا والعالم، تعمل بنظام شرطة عصري.[بحاجة لمصدر] تم تشكيل الجهاز في 1 مايو 1844 من قبل حكومة هونغ كونغ البريطانية بقوة 32 ضابطا. في عام 1969، منحت الملكة إليزابيث الثانية لقب «الملكية» للجهاز ليصبح اسمه قوة الشرطة الملكية في هونغ كونغ لكن تمت إزالته في عام 1997 بعد نقل سيادة هونغ كونغ إلى الصين.
بسبب مبدأ دولة واحدة ونظامين مختلفان لا تتدخل سلطات بر الصين الرئيسي في شؤون تنفيذ القانون المحلي في هونغ كونغ. وهكذا، تعد شرطة هونغ كونغ مستقلة تماما عن ولاية وزارة الأمن العام الصينية.
تم تصنيف هونغ كونغ بشكل ثابت في المراكز العشرة الأولى في تقرير التنافسية العالمية من حيث موثوقيتها في خدمات الشرطة. بما في ذلك قوة شرطة هونغ كونغ المساعدة وموظفي الخدمة المدنية حيت تتكون القوة من حوالي 34000 فردا، مما جعل هونغ كونغ ثاني أعلى نسبة ضباط شرطة مقابل السكان في العالم عام 2014. تضم المنطقة البحرية حوالي 3000 ضابط وأسطول من 143 سفينة في عام 2009، مما جعلها أكبر تقسيم بحري من أي قوة شرطة مدنية.

## روابط خارجية
- شرطة هونغ كونغ على موقع IMDb (الإنجليزية)